# Wiggins (Mississippi)
Wiggins település az Amerikai Egyesült Államok Mississippi államában, Stone megyében, melynek megyeszékhelye is. Lakosainak száma 4272 fő (2020. április 1.).

## Népesség
A település népességének változása:

| 2010 | 4 390 |
| 2020 | 4 272 |